# تياجو هيلينو
تياجو هيلينو (بالبرتغالية: Thiago Heleno) (17 سبتمبر 1988 بسيتي لاغواس في البرازيل - ) هو لاعب كرة قدم برازيلي في مركز الدفاع. شارك مع منتخب البرازيل تحت 17 سنة لكرة القدم ومنتخب البرازيل تحت 20 سنة لكرة القدم. أما مع النوادي، فقد لعب مع أتلتيكو باراناينسي والنجم الأحمر بلغراد ونادي بالميراس ونادي فيغورينسي ونادي كروزيرو ونادي كريسيوما ونادي كورينثيانز وديبورتيفو مالدونادو.

## روابط خارجية
- تياجو هيلينو على موقع قاعدة بيانات كرة القدم.إي يو (الإنجليزية)
- تياجو هيلينو على موقع Soccerway.com (الإنجليزية)
- تياجو هيلينو على موقع عالم كرة القدم.نت (الإنجليزية)
- تياجو هيلينو على موقع AS.com (الإسبانية)